# Bandeira de Angola
A bandeira nacional de Angola divide-se horizontalmente numa metade superior vermelha e na outra parte  inferior preta. O vermelho simboliza o sangue derramado pelos angolanos durante as lutas pela independência, enquanto que o preto simboliza o continente africano, sua espiritualidade e os seus povos. Cruzados no centro estão uma roda dentada, que simboliza a indústria, e uma Machete, que simboliza o campo, encimada por uma estrela cujo conjunto simboliza os trabalhadores.
A bandeira é de autoria de Henrique Onambwé. Sua primeira versão foi confeccionada por Joaquina Muteka, Ruth Lara e Cici Cabral em 11 de novembro de 1975.

## Proposta de nova bandeira
Em 2003, a comissão constitucional angolana, ficou encarregada de apurar uma nova constituição para Angola e propor novos símbolos nacionais, acabando por apresentar em 28 de agosto de 2003 uma proposta para a nova bandeira de Angola.
A bandeira iria medir 180 cm de comprimento por 120 cm de altura, e estaria dividida em 5 faixas horizontais. As faixas inferior e superior em azul escuro, representam a liberdade, justiça e solidariedade. As duas faixas intermédias, de cor branca, representam a paz a unidade e a harmonia. A faixa central de cor vermelha, representa o sacrifício, tenacidade e heroísmo. No meio da faixa vermelha ficaria um sol amarelo com 15 raios, composto de três círculos irregulares concêntricos. A imagem é inspirada nas pinturas rupestres de Chitundo-Hulu, na província do Namibe. O sol simboliza a identidade histórica e cultural e a riqueza de Angola.
A bandeira proposta e o novo hino nacional seriam adoptados formalmente após as eleições gerais programadas para 2005. No entanto, tal nunca chegou a acontecer.

## Outras bandeiras
| Bandeira | Descrição                                                                     |
| -------- | ----------------------------------------------------------------------------- |
|          | Bandeira proposta para a Província Ultramarina de Angola, mas nunca aprovada. |
|          | Bandeira usada pelo MPLA.                                                     |
|          | Bandeira usada pela UNITA.                                                    |
|          | Bandeira proposta de 1996.                                                    |
|          | Bandeira proposta em 2003.                                                    |

## Bandeira-Monumento
A Bandeira-Monumento é a maior bandeira de Angola, sendo içada a determinadas datas num mastro de grande altura instalado junto à Fortaleza de São Miguel de Luanda (Museu Nacional de História Militar).
A Bandeira-Monumento foi inaugurada e içada pela primeira vez a 4 de abril de 2013, com a presença do então Presidente da República José Eduardo dos Santos.
A bandeira mede 18 metros x 12 metros, pesando 40 quilogramas. É içada num mastro de 75 metros de altura, com um peso de 25 toneladas, assente numa base de betão com 1,5 metros de diâmetro. A bandeira e respetivo mastro podem suportar ventos até 200 km/h. Os 75 metros de altura do mastro representam o ano de 1975, ano da independência de Angola.
A bandeira é içada 12 vezes por ano, nas seguintes datas simbólicas:
- 4 de janeiro - Dia dos Mártires da Repressão Colonial da Baixa de Cassange;
- 4 de fevereiro - Data de início da Luta Armada de Libertação Nacional;
- 8 de março - Dia Internacional da Mulher;
- 4 de abril - Dia da Paz e da Reconciliação Nacional;
- 1 de maio - Dia Internacional dos Trabalhadores;
- 25 de maio - Dia de África;
- Primeiro domingo de Julho;
- Primeiro domingo de Agosto;
- 17 de setembro - Dia do Fundador da Nação e do Herói Nacional;
- Primeiro domingo de outubro;
- 11 de Novembro - Dia da Independência Nacional;
- 25 de dezembro - Dia de Natal e da Família.